# 広岡威吹
広岡 威吹（ひろおか いぶき）は、日本のライトノベル作家である。

## 概要
関西在住。昔から読書家だったことが影響して執筆活動を始めた。ゲーム『ドラゴンクエストIII そして伝説へ…』や、衛藤ヒロユキの漫画『魔法陣グルグル』などが好きだと話している。第25回ファンタジア大賞では『魔王な妹は勇者が職業!』が三次選考を通過している。2014年の第6回GA文庫大賞では作品「勇者学校で魔王がスパイ?」が奨励賞を受賞した。後に同作を『魔王子グレイの勇者生活（）』と改題して小説家デビューを果たしている。

## 作品一覧
- 『魔王子グレイの勇者生活』シリーズ（イラスト: An2A、GA文庫〈SBクリエイティブ〉）
  1. 2014年11月15日[5]、ISBN 978-4-7973-8038-5
  2. 2015年3月14日[6]、ISBN 978-4-7973-8279-2
  3. 2016年1月15日[7]、ISBN 978-4-7973-8524-3